# Voždovac
Voždovac (Servisch: Вождовац) is een gemeente binnen het Servische hoofdstedelijke district Belgrado.
Voždovac telt 151.768 inwoners (2002) op een oppervlakte van 150 km².
Barajevo · Čukarica · Grocka · Lazarevac · Mladenovac · Novi Beograd · Obrenovac · Palilula · Rakovica · Savski Venac · Sopot · Stari Grad · Surčin · Voždovac · Vračar · Zemun · Zvezdara